# Everton Silva
Everton Silva, vollständiger Name Everton José Modesto Silva, (* 4. August 1988 in São João de Meriti) ist ein brasilianischer Fußballspieler. Er wird auf der Position eines rechten Verteidigers eingesetzt. Alternativ wird er auch im rechten Mittelfeld eingesetzt.

## Karriere
Zu Beginn seiner Laufbahn startete Silva im Nachwuchsbereich des unterklassigen des Friburguense AC aus Nova Friburgo im Bundesstaat Rio de Janeiro. Bei dem Klub erhielt er 2007 seinen ersten Vertrag als Profi. In den Jahren 2007 und 2008 wurde er an andere Klubs ausgeliehen, um Erfahrung zu sammeln. 2008 wurde der CR Flamengo im Rahmen der Staatsmeisterschaft von Rio de Janeiro auf Silva aufmerksam und lieh ihn zur Saison 2009 aus. Gleich das erste Jahr mit Flamengo sollte das erfolgreichste seiner Laufbahn werden. Zunächst konnte er mit dem Klub die Staatsmeisterschaft gewinnen und im Dezember dann die nationale Meisterschaft. Beim sechsten Titelgewinn von FLA 2009 bestritt Silva 15 von 38 möglichen Einsätzen, in denen er jedoch kein Tor erzielte. Nach Ende der Saison gab der Klub aus Rio de Janeiro bekannt, dass der Spieler bis Ende 2013 fest verpflichtet werden konnte. Die Verpflichtung wurde durch einen Investor ermöglicht, welcher für eine halbe Million Real 80 % der Transferrechte von Friburguense kaufte und 20 % an Flamengo abgab.
Bereits im September 2010 wurde er jedoch bis Jahresende an den AA Ponte Preta ausgeliehen. Er sollte in der Série B weitere Spielpraxis sammeln. Zur Saison 2011 kehrte er zunächst zu dem Klub aus Rio de Janeiro zurück. Ende Januar 2011 ereignete sich ein Vorfall, welcher seine Hoffnungen auf einen Verbleib im Klub begrub. Silva war nach einem Besuch eines Nachtklubs in einen Verkehrsunfall verwickelt. Der gesamte Vorgang (Nachtklub, Unfall, Fahrerflucht und Fahren ohne Führerschein) ließ Flamengo davon Abstand nehmen, den Spieler weiterhin für den Klub spielen zu lassen. Bereits im Februar wurde ein Leihgeschäft zum Boavista SC bekannt. Bis zum Auslaufen seines Vertrages Ende 2013 wurde er immer wieder an andere Klubs verliehen.
Zur Saison 2014 wurde Silva von Chapecoense für die Spiele in der Staatsmeisterschaft von Santa Catarina verpflichtet. Zur Meisterschaftsrunde 2014 kam er beim Paysandu SC in der Série C unter Vertrag.
Nach Abschluss der Saison im Dezember 2014 wurde sein Wechsel zu Red Bull Brasil für die Staatmeisterschaftsspiele 2015 bekannt. Nach diesen Spielen unterzeichnete Silva einen Kontrakt bis Jahresende beim Avaí FC. Dieser war in der Saison 2014 in der Série B Vierter geworden und hatte sich damit für die Série A 2015 qualifiziert. Am Ende der Saison musste er mit dem Klub als 17. wieder absteigen.
Nachdem Silva die Staatsmeisterschaften 2016 wieder mit RB Brasil bestritten hatte, wechselte er zur Austragung der Meisterschaft in die Série B zum Joinville EC. Auch bei diesem Klub blieb er erneut nur bis Saisonende.
Für 2017 verpflichtete ihn der Ceará SC. Nach den Spielen in der Staatsmeisterschaft, welche Silva mit dem Klub gewann, wechselte er zum dritten Mal zu RB Brasil. Hier erhielt er einen Kontrakt bis Mai 2018. Nach Spielen in der Série D 2017 und der Staatsmeisterschaft 2018 wechselte er zum EC São Bento. Für São Bento trat Silva 2018 in der Série B (13 Spiele) und 2019 in der Staatsmeisterschaft (7 Spiele) an. Zur Meisterschaftsrunde 2019 wechselte er zum dritten Mal zu Boavista. Für den Klub spielte Silva wieder in der Série D (zwei Spiele, kein Tor) sowie im Staatspokal von Rio de Janeiro (sechs Spiele, kein Tor). In der Staatsmeisterschaft von Rio de Janeiro 2020 bestritt noch zwei Spiele für Boavista.
Im Juli 2020 verließ Silva den Klub. Er wurde an den Coimbra EC ausgeliehen. Hier bestritt er zwei Spiele in der Staatsmeisterschaft von Minas Gerais. Bereits im August ging seine Reise weiter. Er unterzeichnete einen Vertrag bei América FC (RN). Für América trat Silva in dem Jahr noch im Copa do Brasil 2020 (ein Spiel), der Staatsmeisterschaft von Rio Grande do Norte (zwei Spiele) und der Série D (16 Spiele) an. Zur Saison 2021 wechselte Everton dann fest zu dem Klub.
Kurz nach Beginn der nationalen Meisterschaft 2021 wechselte er zum CS Alagoano. Anfang 2022 ging seine Reise weiter. Everton unterzeichnete beim AD Confiança. Hier blieb er für die Austragung der Spiele um die Staatsmeisterschaft, danach kehrte er bis Ende 2023 zu CSA zurück. Es folgten weitere Engagements bei unterklassigen Klubs.

## Erfolge
Flamengo
- Taça Rio: 2009
- Staatsmeisterschaft von Rio de Janeiro: 2009
- Campeonato Brasileiro de Futebol: 2009

Ceará
- Staatsmeisterschaft von Ceará: 2017